# Agnafit

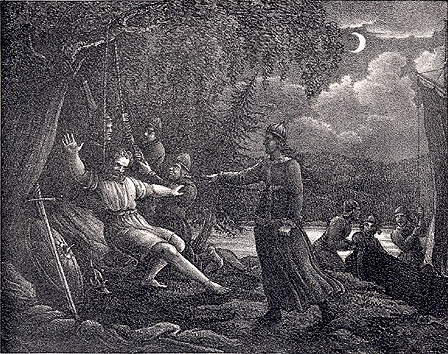
Agne impiccato dalla moglie Skjalf ad Agnafit

Agnafit o Agnefit è il luogo in cui il lago Mälaren si incontra con il mar Baltico. Nel XIV secolo un'appendice alla Historia Norvegiæ descriveva Agnafit come luogo di fondazione di Stoccolma. Alcuni dicono che si trattasse di un villaggio di pescatori situato sull'isola di Stadsholmen, prima che Stoccolma fosse fondata nel 1252.
È inoltre citata da Snorri Sturluson nella Heimskringla (Saga degli Ynglingar) come luogo in cui il re svedese Agne fu impiccato dalla sua sposa che aveva catturato, Skjalf, con il suo torque d'oro. Era stata catturata da Agne in Finlandia, e dopo l'esecuzione di Agne fuggì con i propri servi. In seguito nella Heimskringla (Saga di Olaf Haraldsson), Snorri dice che re Olaf Haraldsson fu catturato dagli svedesi a Mälaren, e che dovette scavare un tunnel ad Agnafit per evadere tramite il mar Baltico.
Secondo Snorri il nome deriva da re Agne e da fit ("prato umido"), ma gli studiosi di toponomastica concordano sul fatto che Agne derivi dagli strumenti di pesca del luogo.
Il luogo viene citato anche nella Ásmundar saga kappabana e nella Örvar-Oddr. In quest'ultima saga si riporta la canzone di morte dell'eroe svedese Hjalmar. Egli dice che non avrebbe più rivisto la sua amata principessa a cui disse addio ad Agnafit.
Quando Orvar-Odd tornò ad Uppsala, la principessa si suicidò e fu sepolta con Hjalmar nello stesso tumulo.